# باسكال سوم
باسكال سوم (بالألمانية: Pascal Sohm)‏ هو لاعب كرة قدم ألماني في مركز الوسط، ولد في 2 نوفمبر 1991 في كونتسلزاو في ألمانيا. لعب مع إس إس في أولم 1846.

## وصلات خارجية
- باسكال سوم على موقع قاعدة بيانات كرة القدم.إي يو (الإنجليزية)
- باسكال سوم على موقع عالم كرة القدم.نت (الإنجليزية)